# Opius brasiliensis
Opius brasiliensis är en stekelart som beskrevs av Szepligeti 1902. Opius brasiliensis ingår i släktet Opius och familjen bracksteklar. Inga underarter finns listade i Catalogue of Life.